# Élections municipales de 1953 dans le Morbihan
Les élections municipales dans le Morbihan ont eu lieu les 26 avril et 3 mai 1953.

## Maires sortants et maires élus
| Commune     | Population | Maire sortant        | Parti | Parti    | Maire élu                | Parti | Parti    |
| ----------- | ---------- | -------------------- | ----- | -------- | ------------------------ | ----- | -------- |
| Auray       | 8 642      | François Guhur       |       | MRP      | François Guhur           |       | MRP      |
| Baud        | 4 837      | Mathurin Martin      |       | SFIO     | Mathurin Martin          |       | SFIO     |
| Bubry       | 4 592      | Jean Le Stunff       |       | DVD      | Jean Le Stunff           |       | DVD      |
| Carnac      | 3 846      | Paul Vaillant        |       | Rép. G   | Paul Vaillant            |       | Rép. G   |
| Le Faouët   | 3 893      | François Hervé       |       | MRP      | François Hervé           |       | MRP      |
| Gourin      | 6 391      | Joseph Le Roux       |       | DVD      | Alexis-Joseph Kergaravat |       | SFIO     |
| Groix       | 4 344      | Francis Stéphan      |       | RPF      | Francis Stéphan          |       | RPF      |
| Guer        | 6 827      | Victor Molac         |       | DVD      | Victor Molac             |       | DVD      |
| Guidel      | 3 536      | Louis Le Montagner   |       | CNIP     | Louis Le Montagner       |       | CNIP     |
| Guiscriff   | 5 034      | Louis Mongin         |       | SFIO     | Louis Mongin             |       | SFIO     |
| Hennebont   | 8 217      | Ferdinand Thomas     |       | Soc.ind. | Ferdinand Thomas         |       | Soc.ind. |
| Inzinzac    | 5 276      | François Giovannelli |       | SFIO     | François Giovannelli     |       | SFIO     |
| Lanester    | 5 750      | Robert Boulay        |       | PC       | Jean Maurice             |       | PC       |
| Langonnet   | 4 407      | Charles Michel       |       |          | Germain Ihuellou         |       |          |
| Languidic   | 8 262      | Joseph Guillerme     |       | MRP      | Louis Nicol              |       |          |
| Lorient     | 11 838     | Charles Le Samedy    |       | PC       | Jean Le Coutaller        |       | SFIO     |
| Mauron      | 3 527      | Jean Allain          |       | MRP      | Jean Allain              |       | MRP      |
| Ploemeur    | 7 299      | Jean Falquerho       |       | Rép.ind. | Jean Falquerho           |       | Rép.ind. |
| Plouay      | 5 120      | Antoine Le Floch     |       | Rép.ind. | Antoine Le Floch         |       | Rép.ind. |
| Plouhinec   | 3 530      | Gabriel Jégo         |       |          | Philippe Uzel            |       |          |
| Ploërmel    | 6 036      | Jean Toutain         |       | DVD      | Jean Toutain             |       | DVD      |
| Pluméliau   | 4 654      | Jean-Marie Onno      |       |          | Jean-Marie Onno          |       |          |
| Pluvigner   | 5 256      | Guigner Le Strat     |       | RPF      | Guigner Le Strat         |       | RPF      |
| Pontivy     | 10 878     | Marcel Lambert       |       | MRP      | Marcel Lambert           |       | MRP      |
| Questembert | 4 198      | Louis Herrou         |       | MRP      | Louis Herrou             |       | MRP      |
| Quiberon    | 4 092      | Victor Golvan        |       | RPF      | Victor Golvan            |       | RPF      |
| Riantec     | 3 705      | Léon Breurec         |       | DVD      | Léon Breurec             |       | DVD      |
| Sarzeau     | 3 995      | Guillaume Bouillard  |       | Rad.soc. | Guillaume Bouillard      |       | Rad.soc. |
| Vannes      | 28 189     | Francis Decker       |       | MRP      | Francis Decker           |       | MRP      |